# Серга, Андрей Григорьевич
Андре́й Григо́рьевич Серга́ (1896—1970) —  офицер русской, украинской и советской армии, полковник (1939); Герой Первой мировой и Гражданской войн, участник Великой Отечественной и Советско-японской войн.

## Биография
Родился 28 ноября 1896 года в местечке Китайгород Кобелякского уезда Полтавской губернии (ныне село Китайгород Царичанского района Днепропетровской области, Украина) в мещанской семье. Украинец.
Учился в Полтавском коммерческом училище, 6 классов которого окончил в 1915 году, и одновременно, с 1913 года, занимался репетиторством.

### Первая мировая война
2 мая 1915 года был мобилизован в армию. В феврале 1916 года, окончив по 1-му разряду ускоренный курс Виленского военного училища, выпущен прапорщиком (с зачисление по армейской пехоте) и 16 августа 1916 года прибыл из 200-го пехотного запасного полка с 99-й маршевой ротой на фронт, — на пополнение 272-го пехотного Гдовского полка (68-й пехотной дивизии), прибывшего с Западного фронта на Юго-Западный, в Галицию; с декабря 1916 — на Румынском фронте.
Занимал должность младшего офицера роты, затем начальника полковой команды пеших разведчиков; принимал участие в боях. Зачислен в списки полка.
За отличие в бою 2-го ноября 1916 года, Приказом 9-й Армии № 66 от 30 января 1917 года, прапорщик 272-го пехотного Гдовского полка Андрей Серга был награждён орденом Святого Георгия 4-й степени:
«...за то, что в бою 2-го ноября 1916 года в Лесистых Карпатах при атаке высоты 1327, командуя двумя взводами пеших разведчиков, посланных на усиление левого фланга атакующих цепей, под жестоким пулеметным и ружейным огнём, засыпаемый ручными гранатами, несмотря на ранение осколком гранаты в голову, ворвался в неприятельский окоп и с боя захватил действовавший неприятельский пулемет.» 
В марте 1917 года произведен в подпоручики со старшинством с 01.10.1915.
Приказом по 272-му пехотному Гдовскому полку № 329 от 31 августа 1917 года, за отличия, оказанные в делах против неприятеля, награждён солдатским Георгиевским крестом 4-й степени с лавровой ветвью (для награждения офицеров):
«В бою 27 июля с. г. при взятии укрепленных неприятельских окопов на северо-западном склоне выс. 1510, подпоручик Серга, примером отличной храбрости ободрил своих подчиненных, увлек их за собой и при штыковой схватке личным мужеством содействовал успеху атаки, причём командой пеших разведчиков взято в плен 9 солдат.» 
В сентябре 1917 года Серга был избран солдатами командиром батальона, последний чин в российской армии — штабс-капитан.
В революционной деятельности с февраля по октябрь 1917 года и во время Октябрьского переворота участия не принимал.
К марту 1918 года офицеры и солдаты 272-го пехотного Гдовского полка были демобилизованы, полк расформирован, и Андрей Григорьевич Серга вернулся на родину.

### Гражданская война
Летом 1918 года, за сокрытие офицерского звания и уклонения от воинского учёта, был арестован гетманскими властями, однако вскоре освобождён и мобилизован в украинскую армию. Состоял в должности командира роты 35-го Кременчугского полка армии Украинской Державы. После антигетманского восстания, с декабря 1918 года, служил в армии Директории Украинской Народной Республики офицером на должности адъютанта батальона, исполнял обязанности командира батальона. В боях с Красной Армией участия не принимал, поскольку в период наступления Красной Армии находился в Галиции, на фронте борьбы с поляками.
В конце 1919 года, после поражения украинской армии и эмиграции правительства УНР в Польшу, Серга с группой офицеров-петлюровцев добровольно перешёл на сторону УССР. После проверки особым отделом 12-й армии, а затем особым отделом Юго-Западного фронта в Харькове, Серга был зачислен в Красную Армию и назначен командиром курсантского батальона. Затем командовал стрелковым и курсантским полками и сводной дивизией курсантов. Принимал участие в разгроме армии барона Врангеля, в подавлении «махновщины» и «антоновщины». В боях имел ранение в руку.
Приказом Командующего всеми вооруженными силами на Украине № 487 от 13 апреля 1921 года  командир I-го стрелкового полка 1-й Харьковской бригады курсантов  Серга Андрей Григорьевич был награждён орденом Красного Знамени РСФСР : 
«за то, что в бою 14-го декабря 1920 года под селом Андреевкой с частями Махно, он, умелыми маневренными действиями полка, овладел указанным селом. В бою 19 декабря того же года у колонии Межиричь, когда противник большими силами ворвался в колонию, отрезав заставу с двумя пулеметами от своих частей, тов. Серга с дежурной ротой, примерами мужества и храбрости, увлекая за собой курсантов роты, бросился в штыки на части противника и, после короткого боя отбросил их, чем и спас заставу с пулеметами от пленения. Развивая дальнейший успех, очистил от частей противника колонию и захватил 3 орудия, 2 пулемета, 200 лошадей и 200 пленных. Справка: орден Красного Знамени № 4201.» 

### Межвоенный период
После окончания Гражданской войны, Серга служил в войсках Харьковского военного округа.  С 1922 года занимал командные и преподавательские должности в Объединённой Школе Червоных Старшин в Харькове. В 1929 году окончил Ленинградскую высшую военно-педагогическую школу. С 1930 по 1932 годы  служил помощником командира 67-го Купянского полка 23-й стрелковой дивизии в Чугуеве.
В марте 1931 года, по подозрению в связях с Украинской военной организацией, Серга был арестован особым отделом Харьковского военного округа, но за отсутствием состава преступления был освобожден из-под стражи. 
С 1932 года — старший преподаватель Орловского Бронетанкового училища  им. М. В. Фрунзе. В июле 1939 года ему было присвоено очередное звание: «полковник». С 1940 года — преподаватель кафедры тактики Военной академии механизации и моторизации РККА им. И. В. Сталина.

### Великая Отечественная  война
В сентябре-ноябре 1941 года принимал участие в обороне Москвы.
В начале 1942 года в Ташкенте, куда была передислоцирована академия, по доносу одного из своих коллег-преподавателей Серга был снова арестован особым отделом Среднеазиатского военного округа и более года находился под следствием. Освобождён, за отсутствием состава преступления, в июле 1943 года и вернулся к преподавательской работе в академии.
В 1944 году полковник Серга был направлен в Действующую армию. Вначале находился на стажировке в 6-й танковой армии в должности заместителя командира танкового корпуса по строевой части, и в 3-й гвардейской танковой армии по изучению Львовско-Перемышльской операции.
В конце 1944 года назначен начальником штаба 7-го механизированного корпуса, действовавшего в составе 2-го и 3-го Украинских фронтов;  принимал участие в боевых действиях под Будапештом, Секешфехерваром, Брно, Прагой. С августа 1945 года 7-й механизированный корпус действовал против японцев на Забайкальском фронте, в Монголии и Маньчжурии.
В декабре 1944 года за умелое руководство штабом корпуса полковник Серга был представлен к награждению орденом Кутузова 2-й степени, однако получил орден Красного Знамени (Приказ по войскам 2-го Украинского фронта № 0188/н от 4 июня 1945 года). Приказом Главнокомандующего советскими войсками на Дальнем Востоке № 08/н от 31 августа 1945 года Серга награждён орденом Суворова 2-й степени.

### После  войны
В мае 1947 года полковник Серга вернулся в Военную академию бронетанковых и механизированных войск им. И. В. Сталина на должность старшего преподавателя кафедры тактики высших соединений.
С 1946 года — кандидат в члены ВКП(б), с 1948 года — член партии.
С 1952 года — в отставке. Указом Президиума Верховного Совета СССР от 28 октября 1967 года был награждён орденом Красной Звезды.
Скончался в 1970 году в Москве, где и похоронен.

## Награды
Российской империи
- Орден Святого Георгия  4-й  степени (1917 год)
- Георгиевский крест 4-й  степени №1026055 с лавровой ветвью (1917 год)[12]

РСФСР, СССР
- орден Красного Знамени РСФСР (1922 год)
- три ордена Красного Знамени (1944, 1945, 1950 годы)
- Орден Ленина (1945 год)
- Орден Суворова 2-й степени (1945 год)
- Орден Красной Звезды (1967 год)
- Орден Заслуг Венгерской Народной Республики 4 класса
- медали СССР